# Raionul Arbuzînka, Mîkolaiiv
Arbuzînka (în ucraineană Арбузинський район, transliterat: Arbuzînskîi raion) este un raion în regiunea Mîkolaiiv, Ucraina. Reședința sa este așezarea de tip urban Arbuzînka.

## Demografie
Componența lingvistică a raionului Arbuzînka
     Ucraineană (88,35%)
     Rusă (8,9%)
     Română (2,19%)
     Alte limbi (0,31%)
Conform recensământului din 2001, majoritatea populației raionului Arbuzînka era vorbitoare de ucraineană (88,35%), existând în minoritate și vorbitori de rusă (8,9%) și română (2,19%).